# Dodge Dart (2012)
La Dodge Dart è un'automobile prodotta dalla casa automobilistica statunitense Dodge per il mercato nordamericano dal 2012 al 2016.
Si tratta del primo modello di automobile, prodotto dal Gruppo Chrysler, derivato da un modello del gruppo automobilistico Fiat S.p.A. (ovvero dall'Alfa Romeo Giulietta), nonché la prima vettura del gruppo statunitense interamente concepita e sviluppata sotto l'amministrazione dell'azienda italiana. Dalla Dart è a sua volta derivata la Fiat Viaggio, versione per il mercato cinese della berlina americana, costruita grazie all'accordo con la locale Guangzhou Automobile e presentata al salone dell'automobile di Pechino dell'aprile 2012.

## Contesto
Il modello nasce da un accordo firmato nel 2009 tra Fiat S.p.A. (chiamata ancora Fiat Group) e il governo degli Stati Uniti d'America, guidato da Barack Obama, quando il gruppo automobilistico italiano viene scelto per guidare la rinascita del colosso di Auburn Hills portato al fallimento dal gruppo automobilistico tedesco Daimler; fallimento iniziato sotto la dirigenza di Daimler Benz e conclusosi sotto la dirigenza di Cerberus Capital Management fino ad entrare in bancarotta controllata.
Tale accordo prevedeva, fra le altre cose, che la FIAT fornisse al gruppo americano il proprio know how in cambio di partecipazione azionaria; la casa italiana, quindi, partendo dall'avere il 20% delle azioni del gruppo Chrysler nell'aprile del 2009, arriva ad averne il 58,5% nel gennaio del 2012. Più precisamente l'accordo prevedeva tre operazioni chiave, ognuna di esse dava diritto a Fiat di aumentare la sua scalata in Chrysler di tot percentuale di azioni; la terza delle tre operazioni (denominata appunto Ecological Event) offriva un 5% di queste azioni che sarebbero state date gratuitamente alla Fiat se questa metteva in produzione un'automobile dai consumi ridotti, capace di fare 40 miglia per gallone. L'autovettura doveva essere prodotta in uno degli stabilimenti nordamericani (più propriamente uno degli stabilimenti dell'area NAFTA) del gruppo Chrysler e messa in produzione entro il 2012.
Nel dicembre del 2011 la Dodge Dart viene sottoposta al Fuel Economy Test e viene omologata con un consumo combinato pari a 40 miglia per gallone. A tempi e accordi rispettati, la vettura è stata presentata virtualmente sul proprio sito web dedicato nel dicembre del 2011, per poi essere esposta al pubblico al Salone dell'automobile di Detroit nel gennaio del 2012. La sua commercializzazione è iniziata nel secondo trimestre del 2012.
Nasce così una vettura a marchio Dodge, stupendo un po' il pubblico, vista la natura sportiva del marchio non troppo adatto a una vettura volta all'abbattimento dei consumi, il quale si aspettava un prodotto a marchio Chrysler. Ciò nonostante la vettura non si discosta dallo spirito Dodge: il carattere è aggressivo e l'assetto è stato studiato per dare un giusto equilibrio fra piacere di guida e comfort di marcia; le dimensioni compatte inoltre vanno incontro sia alla necessità di consumare poco sia alla necessità di avere un carattere sportivo. Si è scelto di rievocare un nome storico della casa dell'ariete, ovvero quello della Dart del 1960 che, in quattro generazioni, è stata venduta fino al 1976. Il suo sviluppo, lungo 18 mesi, è costato 1 miliardo di dollari statunitensi, coi primi prototipi marcianti che hanno iniziato il collaudo nel luglio 2011.

## Caratteristiche

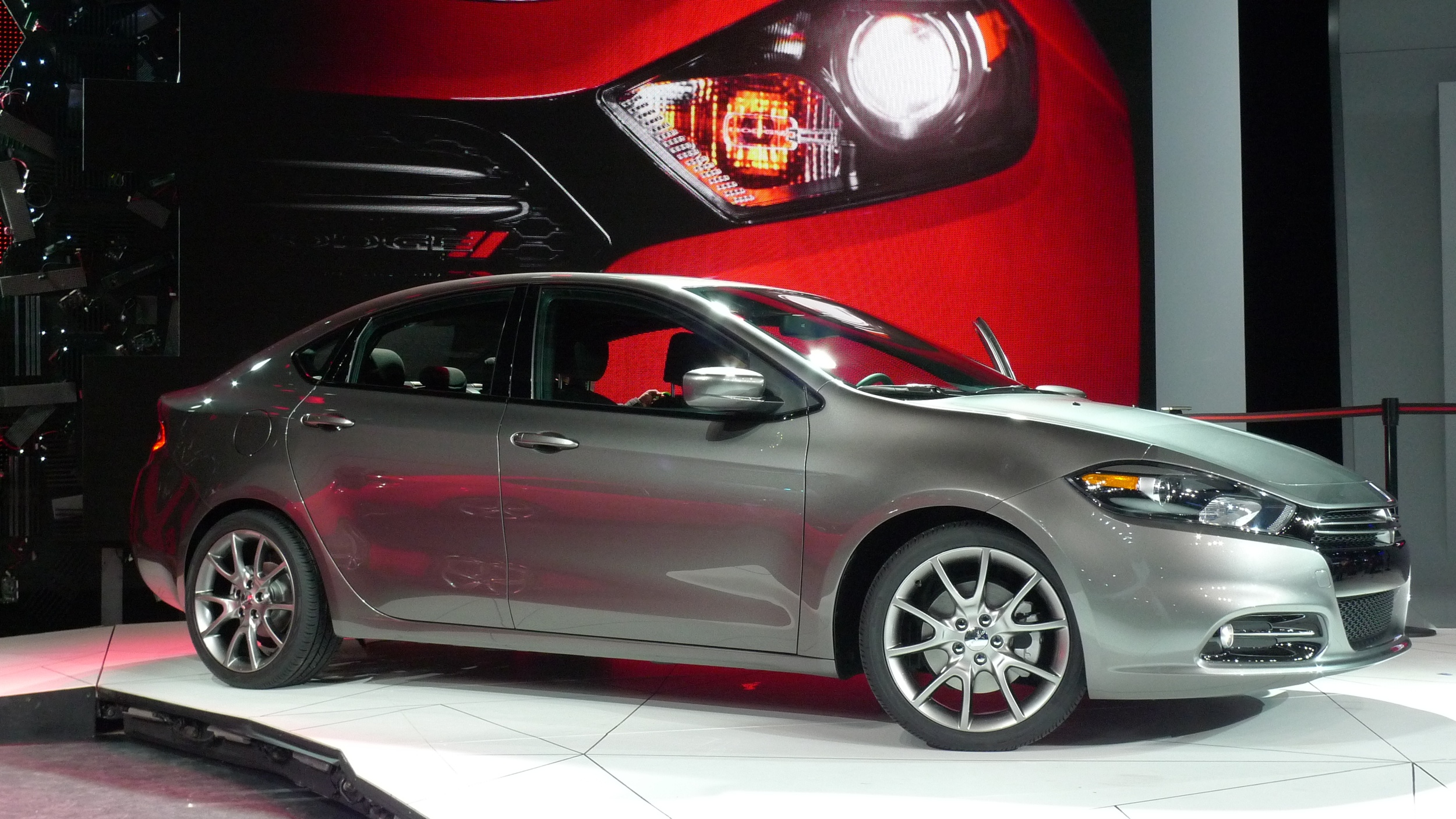
Vista laterale della Dart, dove sono ben visibili i volumi del corpo vettura.

Si tratta di una berlina sedan dalle dimensioni molto compatte per il mercato statunitense dove copre il segmento denominato appunto "compact". In Europa veicoli di questo segmento con una carrozzeria berlina a tre volumi sono poco diffusi, corrisponde infatti al segmento C che nel vecchio continente è perlopiù caratterizzato da vetture a carrozzeria due volumi spesso dotate di portellone posteriore, chiamate anche Hatchback. Il Gruppo Chrysler, pur avendo sia con marchio Chrysler sia con marchio Dodge molte vetture berline a tre volumi, negli ultimi anni era prevalentemente orientato a vetture di grandi dimensioni (Full Size); erano quindi sette anni che il gruppo era completamente privo di offerta in questo segmento, in quanto l'ultima berlina a tre volumi "compact" prodotta fu la Dodge Neon. Ciò nonostante il gruppo mantenne una presenza nel segmento (sempre con il marchio Dodge) attraverso il crossover SUV Dodge Caliber – di fatto antenata commerciale della Dart –, che insieme al Nissan Qashqai e alla Fiat Sedici (entrati in commercio tutti e tre nel 2006) segnarono l'espansione dei crossover SUV di piccole dimensioni in Europa.
In occasione della sua presentazione, il capo del centro stile Dodge Joe Dehner, e gli ingegneri che hanno collaborato alla realizzazione della vettura, hanno lodato la raffinatezza del pianale della Giulietta, dichiarando che tale piattaforma, per la sua grande modularità e versatilità ha permesso di creare un'auto dalle proporzioni ottimali; inoltre, nonostante il mercato americano sia molto rivolto verso il comfort di marcia, ha permesso di non perdere le famose doti dinamiche che contraddistinguono da sempre le vetture Alfa Romeo.

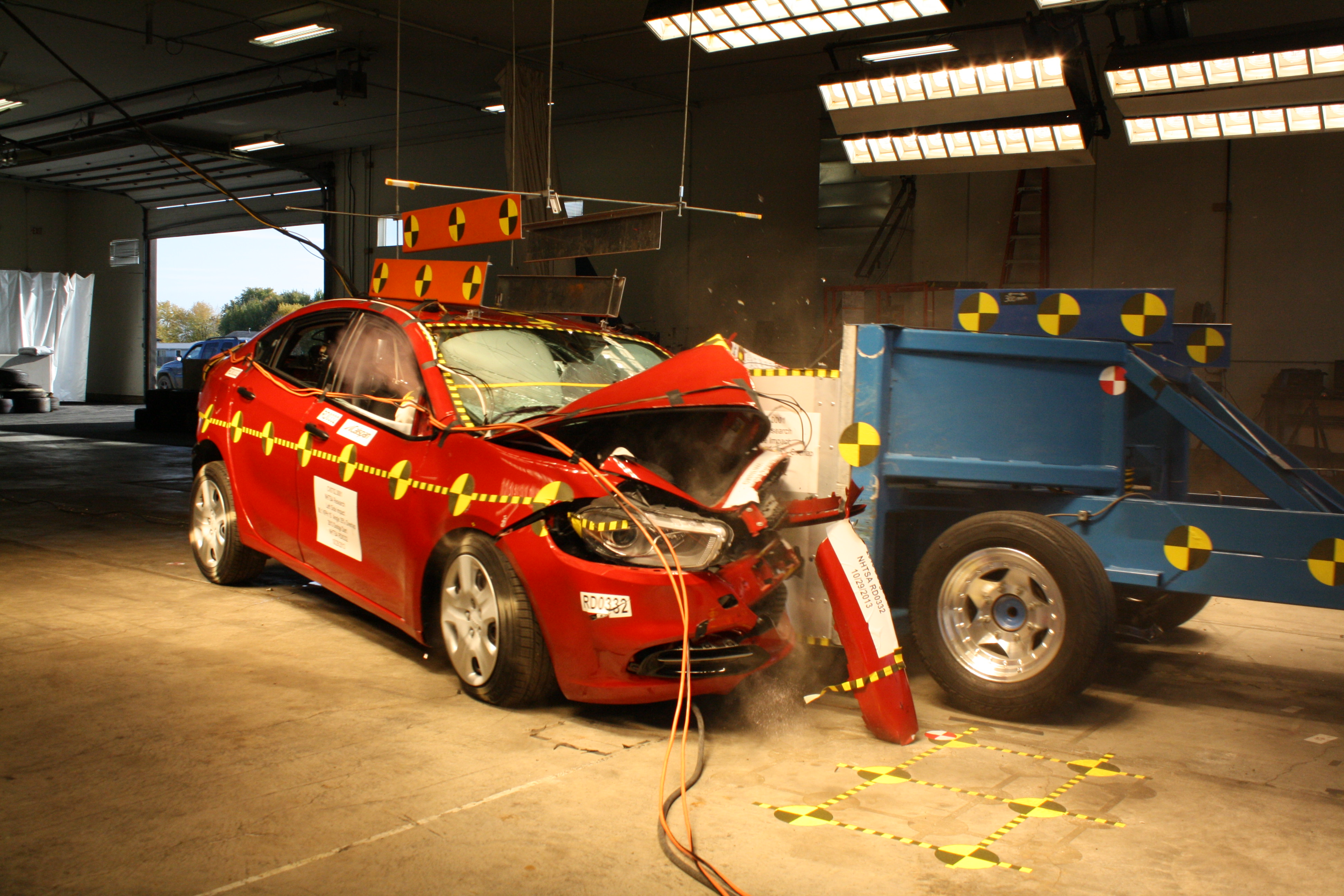
Una Dart durante una prova d'impatto della NHTSA

Come abitudine dei modelli americani la vettura è dotata di moltissimi accessori, tra questi anche diversi sistemi di sicurezza, di serie, importanti come l'ESP, 10 airbag e i poggiatesta attivi. In dotazione c'è anche l'assistenza alla frenata, controllo bloccaggio freno tramite differenziale, sistema di compensazione spinta idraulica, gestione della trazione elettronico, ausilio partenza in salita, controllo oscillazione rimorchio, telecamera posteriore e parcheggio assistito. La calandra anteriore ad alta velocità, per esempio in autostrada, blocca automaticamente il flusso dell'aria. Tra gli strumenti elettronici la Dart dispone anche del sistema di connessione del gruppo Fiat "Connect" presente anche sui modelli Alfa Romeo. Tra le varie strategie di marketing è stato puntato molto sulla personalizzazione; la Dart è disponibile in 12 colori esterni, 14 colori interni e 7 tipologie di cerchi; la Mopar, inoltre, ha dedicato 150 accessori specifici.

### Estetica

#### Esterni

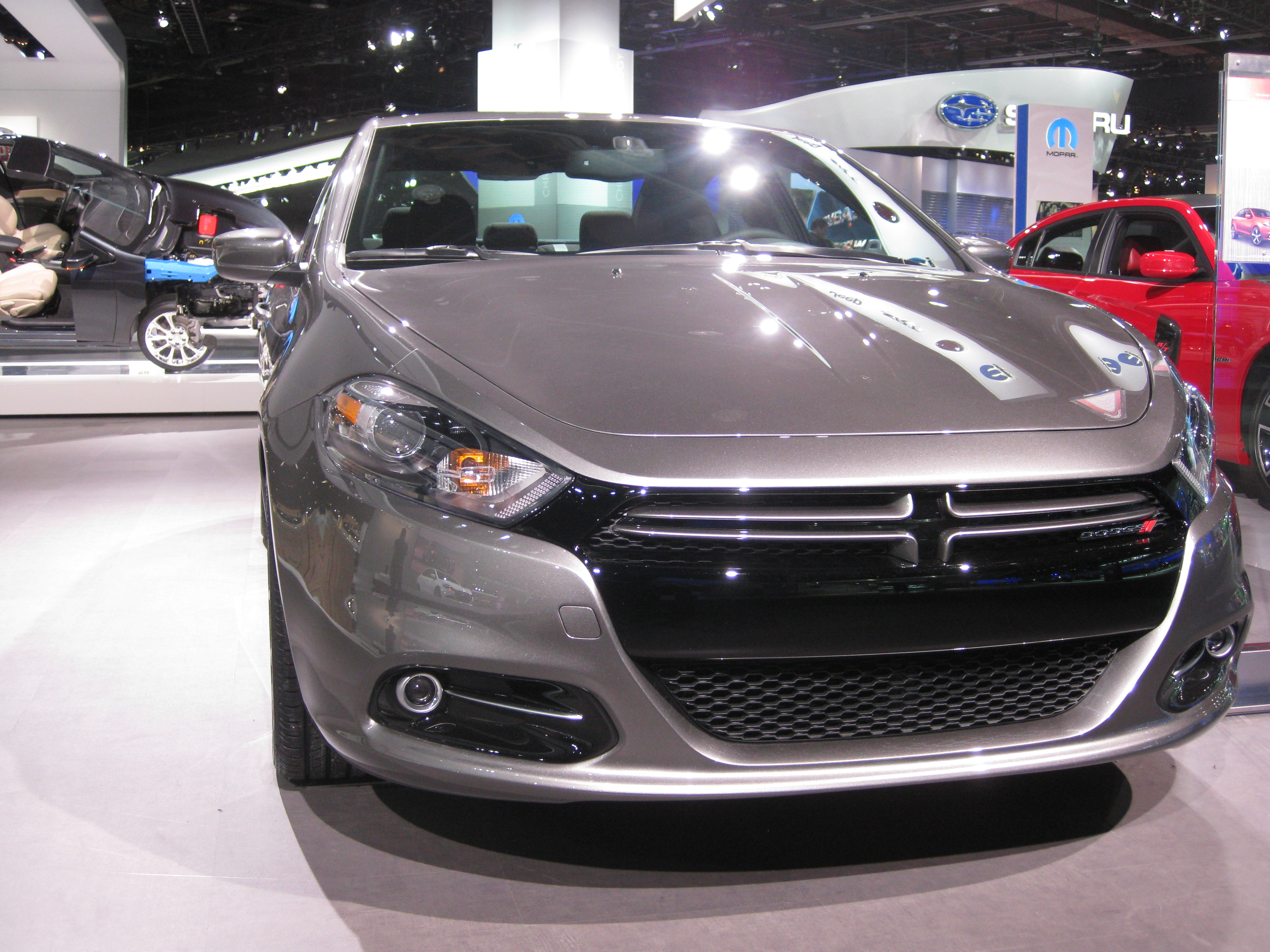
Primo piano della fanaleria anteriore e della caratteristica mascherina "sospesa"

La vettura è caratterizzata da linee molto pulite e superfici molto raccordate fra loro, il frontale porta un disegno inedito per l'attuale gamma Dodge, mantiene la caratteristica griglia a croce, icona del marchio ma perde le forme squadrate che contraddistinguono il modello che la precede e che sono presenti, con altri profili, nei modelli di fascia alta del marchio, come il Durango la Charger e la Challenger. I richiami a questi ultimi due modelli sono però molto evidenti nella parte posteriore. La fiancata è molto pulita, i giochi di superficie sono morbidi e c'è una completa assenza di sottosquadri e dislivelli.
Il posteriore è massiccio, come appunto sulle sorelle maggiori Charger e Challenger, la coda è molto alta e il paraurti bombato. L'estrattore posteriore è in pieno stile Giulietta. Si ispira alle altre tre volumi della gamma anche nei fari posteriori, un fascio di led continuo attraversa tutta la linea di cintura posteriore inglobando le luci vere e proprie. Le linee generali della vettura, la pulizia delle superfici e la fluidità del corpo carrozzeria sono tutte strategie estetiche concepite per minimizzare al meglio la resistenza aerodinamica ad alte velocità, concetto già sperimentato dalla Toyota con il modello Prius e dalla Honda con il modello Insight.

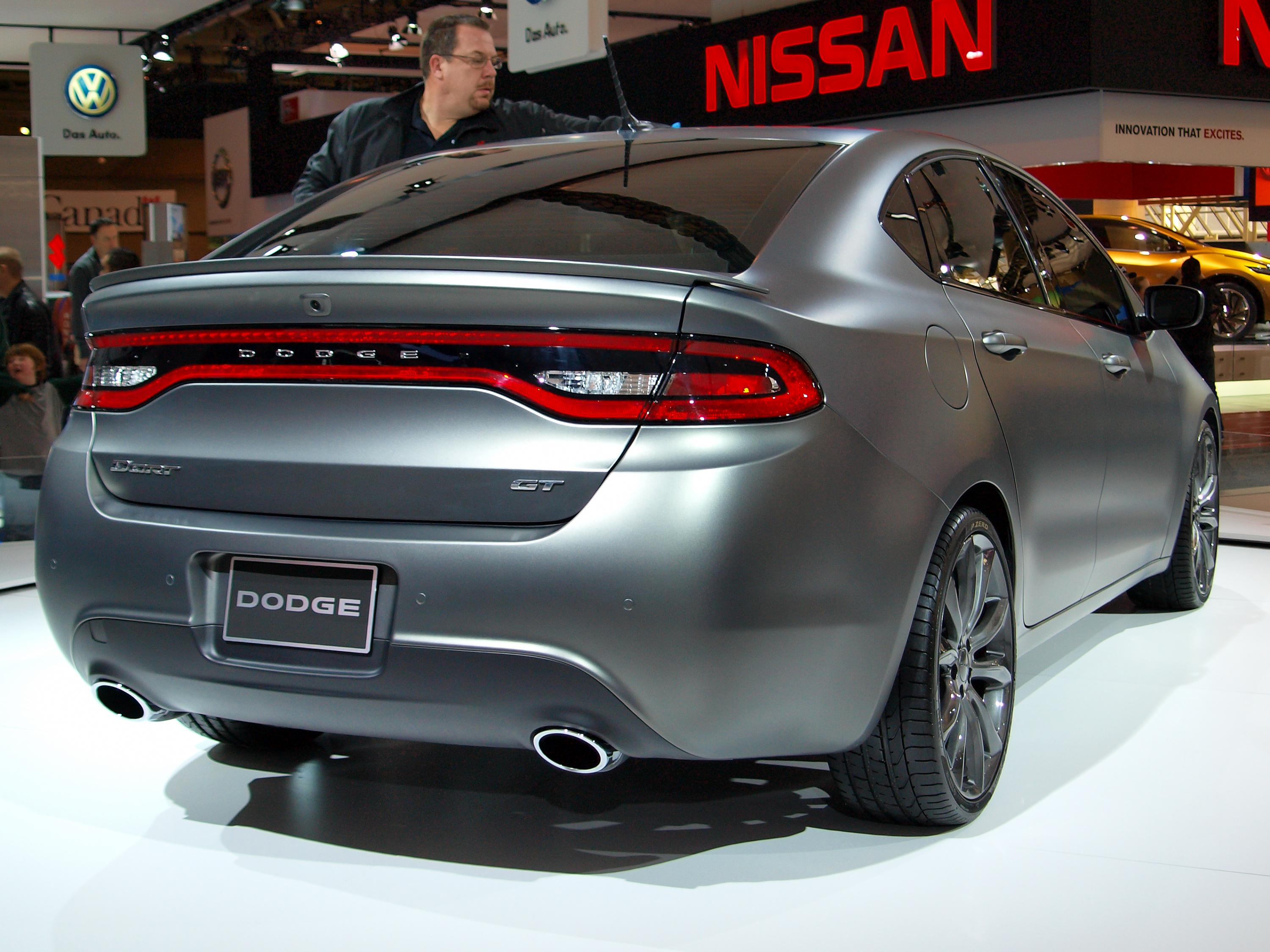
I gruppi ottici posteriori ricordano quelli della sorella Charger del 2011, mentre il profilo aerodinamico è stato pensato per ridurre al minimo la resistenza all'aria ad alte velocità.

Durante la presentazione è stata annunciata e mostrata una versione speciale della Dart stessa, denominata Limited: tale versione si presenta leggermente diversa all'anteriore rispetto alle altre versioni, le quali hanno una calandra racchiusa da elementi di carrozzeria nero lucido che danno la sensazione di vuoto, marcando molto le linee del paraurti che acquista un'espressione molto aggressiva. Nella Limited, invece, queste parti sono in tinta carrozzeria, e la mascherina del radiatore non da più la sensazione di essere sospesa nel vuoto ma bensì rimane inglobata nella carrozzeria. Sebbene la differenza sia solo una questione cromatica il risultato visivo è molto diverso.

#### Interni
Il fascio di led posteriori viene ripreso anche nell'abitacolo da una cornice rossa che attraversa il quadro strumenti e abbraccia la plancia; il cruscotto dalla parte del guidatore è pieno, ovvero una colata di plastica pressofusa dalla superficie completamente liscia, opaca, nella quale viene incassata la bocchetta di ventilazione in materiale lucido a contrasto. Al centro lo spazio è stato dedicato ad un ampio schermo LCD da 8,4 pollici con sotto, fuori dalla cornice rossa, i comandi per il climatizzatore.

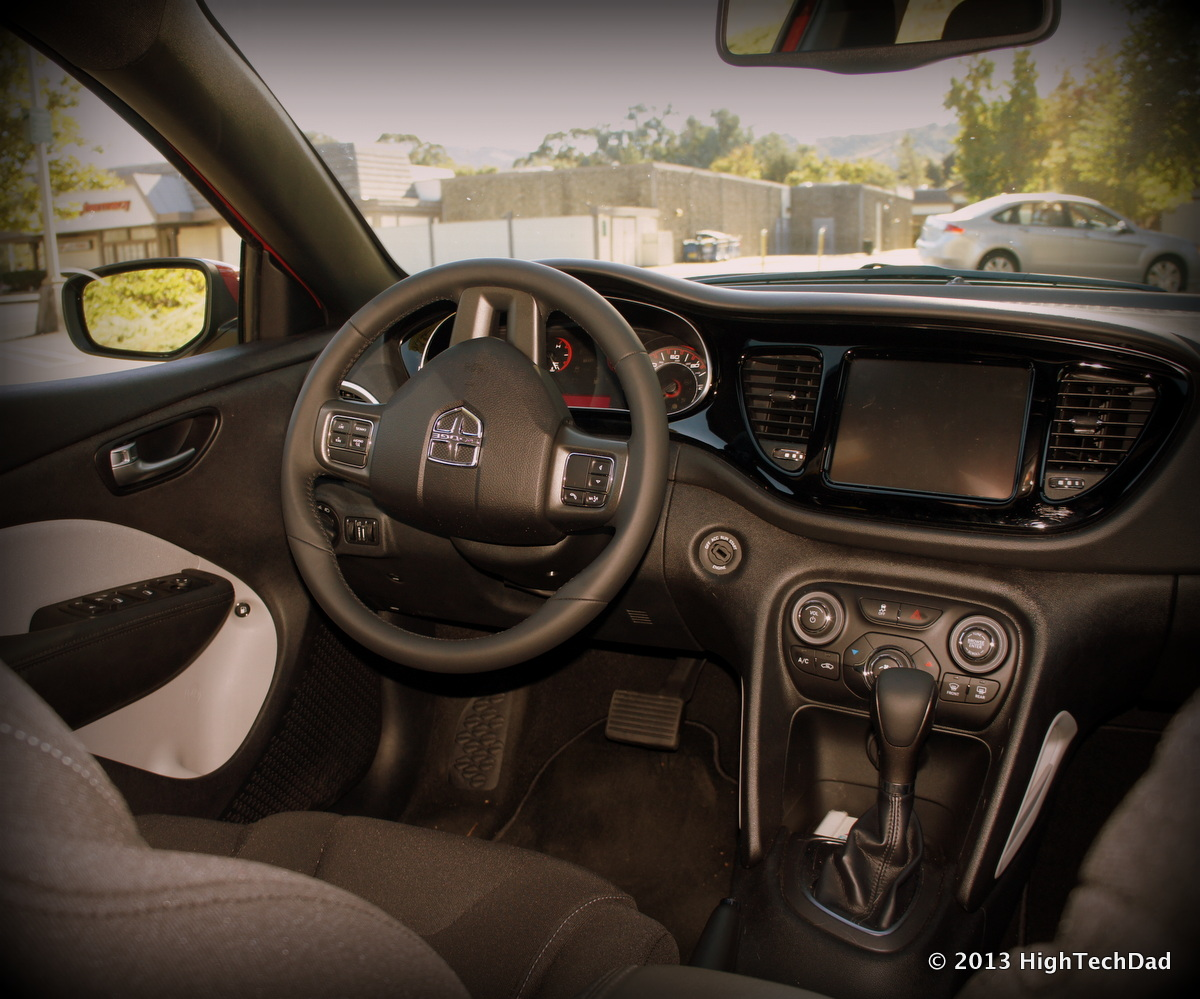
Panoramica sull'abitacolo

Una delle caratteristiche più originali della vettura è la strumentazione, che viene sostituita quasi interamente da un display a cristalli liquidi da 7 pollici con tecnologia touch screen.

## Meccanica
La Dart è il primo modello del gruppo Chrysler ad essere realizzato su un pianale del gruppo Fiat SpA ed è il primo nuovo progetto Chrysler ad essere stato concepito interamente sotto la dirigenza Fiat; la piattaforma in questione è il pianale Compact che ha debuttato con l'Alfa Romeo Giulietta nel 2010.
Il pianale, essendo molto versatile, è stato allungato e adattato agli standard americani: il passo della Dodge Dart è leggermente più lungo di quello dell'Alfa Romeo da cui deriva: 2.703 mm contro i 2.634 della Giulietta; questo fa intuire che non sono aumentate solo le dimensioni esterne della vettura (4.671 mm contro i 4.351 dell'Alfa) ma anche quelle dell'abitacolo e quindi dell'abitabilità interna. La lunghezza del pianale non è dovuta solo al terzo volume (che è per verità un mezzo volume) ma a una rivisitazione totale delle proporzioni della vettura. Anche la larghezza è aumentata, la Dart è larga 1.829 millimetri, 31 in più della Giulietta; l'altezza invece è rimasta pressoché invariata. Questa nuova versione del pianale è stata denominata CUSW (Compact U.S. Wide) per sottolinearne la concezione "americana". I riferimenti alla sorella italiana sono molti, tant'è che gli americani hanno battezzato la Dart come "figlia" dell'Alfa Romeo; nonostante questa parentela non statunitense, la vettura è stata ben accettata dal pubblico e dalla critica, venendo definita una vera Dodge con un pizzico di stile italiano.
Sebbene la vettura sia prodotta negli Stati Uniti, precisamente a Belvidere nello Stato dell'Illinois, il pianale non è l'unica cosa italiana che la costituisce: l'auto è dotata di molta componentistica Magneti Marelli ed è motorizzata con motori Fiat-FPT con tecnologia Multiair. Anche gran parte dei sistemi di trasmissione sono della Fiat Powertrain Technologies, come per esempio la doppia frizione C635, a 6 rapporti, ovvero il cambio Alfa Romeo TCT che ha visto il debutto sull'Alfa Romeo Mito. La Dodge Dart è comunque dotata anche di propulsori del Gruppo Chrysler; due motori GEMA: il WGE Tigershark da 1.999 cm³ e il WGE Tigershark da 2.360 cm³; quest'ultimo dotato di tecnologia Multiair 2. Oltre ai cambi italiani la vettura sarà anche venduta a partire dal 2013 con un nuovo cambio automatico ZF a 9 rapporti.
Il reparto sospensivo della Dart è molto simile a quello dell'Alfa Romeo Giulietta: all'avantreno è dotata di un sistema a bracci indipendenti di tipo McPherson a molle elicoidali con ammortizzatori a doppio tubo e barra stabilizzatrice; nel retrotreno è invece presente un sistema a più punti indipendenti (multilink). In data 26 settembre 2012 la vettura è stata sottoposta dall'NHTSA a test per verificarne la sicurezza passiva e attiva in strada; in tali test la Dart ha totalizzato 5 stelle su 5.

### Motorizzazioni

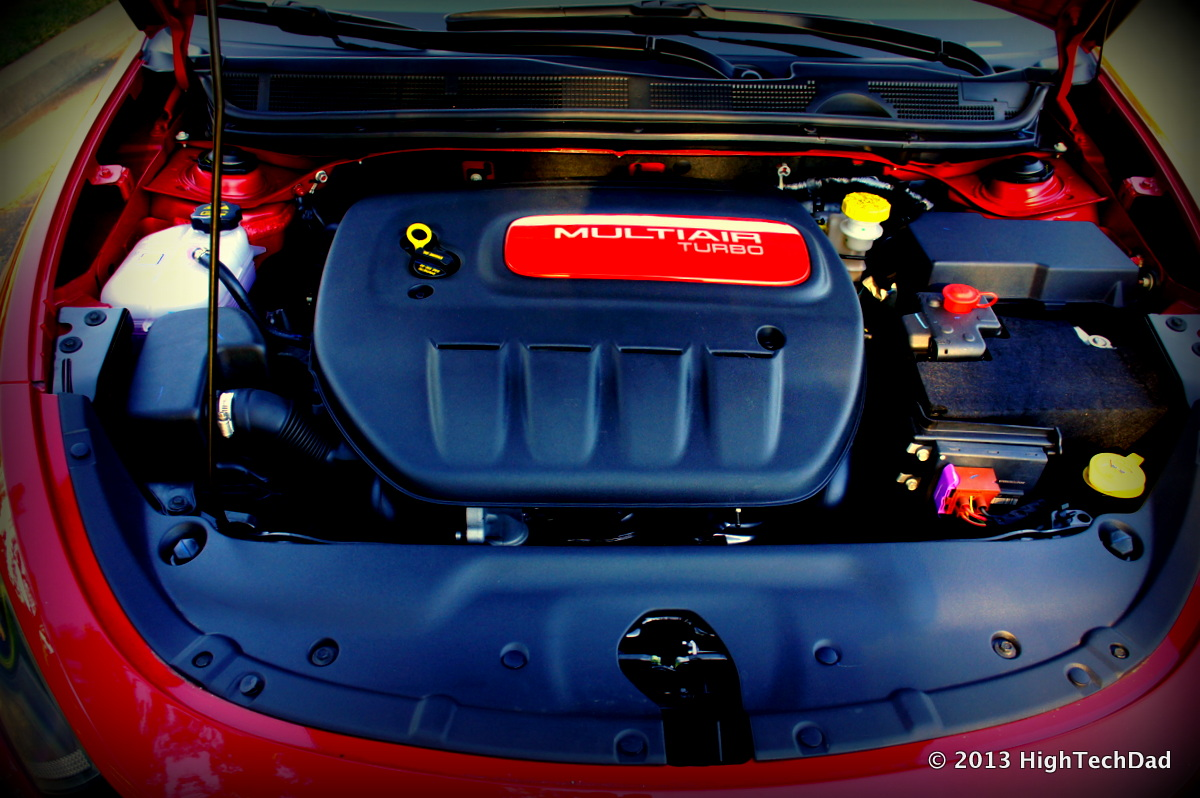
Motore Multiair Turbo di una Dodge Dart Rallye del 2013

Come precedentemente elencato le motorizzazioni disponibili al debutto sono tre; un motore aspirato a 4 cilindri in linea di 2.0 litri di cilindrata che eroga una potenza massima di 160 CV a 6200 giri e 201 Nm di coppia massima a 4800 giri. A questo motore d'accesso viene affiancato un altro motore aspirato, un 2.4 litri che eroga a 6100 giri una potenza massima di 184 CV e una coppia massima 239 Nm sempre a 4800 giri al minuto. Entrambi gli aspirati sono di origine Chrysler ma la testata del 2.4 litri è dotata di tecnologia Multiair.
Il terzo motore invece ha origini Alfa Romeo: si tratta di un motore sovralimentato di 1.4 litri, dotato quindi di turbocompressore, capace di erogare una potenza massima di 160 CV a 5500 giri e 250 Nm di coppia massima a 2500 giri. Tale motore oltre a essere presente in Europa installato sotto il cofano dell'Alfa Romeo Giulietta (in versione però più sportiva, da 170 CV), motorizza anche un'altra vettura Fiat venduta sul suolo americano, ovvero la 500 Abarth. Mentre i motori aspirati sono combinabili con trasmissioni automatiche tradizionali a 6 rapporti, il 1.4 Turbo può essere abbinato al cambio doppia frizione TCT.
Di serie per tutti i motori viene comunque abbinato un cambio manuale a 6 rapporti, mentre in un secondo momento sarà disponibile anche una trasmissione automatica a 9 rapporti.
| Modello                       | Disponibilità | Motore                       | Cilindrata cm³ | Potenza                          | Coppia max               |
| 2.0 GEMA-WGE Tigershark       | dal debutto   | 4 cilindri in linea, Benzina | 1.999          | 119 kW (160 CV) a 6.200 giri/min | 197 N·m a 4.800 giri/min |
| 1.4 MultiAir Turbo            | dal debutto   | 4 cilindri in linea, Benzina | 1.368          | 119 kW (160 CV) a 5.500 giri/min | 250 N·m a 2.500 giri/min |
| 2.4 WGE Tigershark MultiAir 2 | dal debutto   | 4 cilindri in linea, Benzina | 2.360          | 137 kW (184 CV) a 6.100 giri/min | 239 N·m a 4.800 giri/min |

## Versioni speciali

### Dodge Dart Scat Package
Presso il SEMA di Las Vegas del 2013 la Dodge, in collaborazione con la Mopar, ha realizzato una versione speciale della Dart denominata Scat Package. Questa versione prevede tre livelli di allestimento tecnico:
- Il primo livello prevede assetto ribassato, freni ad alte prestazioni ed una leva del cambio più corta.
- Il secondo livello implementa un nuovo albero a camme e uno scarico racing.
- Il terzo livello consiste in assetto regolabile, barre antirollio e un impianto frenante con speciali pinze a quattro pistoncini.

L'aerodinamica è stata migliorata con l'inserimento di una presa d'aria sul cofano motore, nuove minigonne laterali, splitter anteriore, estrattore d'aria che ospita i due scarichi laterali e uno spoiler posteriore. Sono stati inseriti inoltre cerchi in lega da 19' e rivestimento di pelle per gli interni.